# タバスコキャット
タバスコキャット（Tabasco Cat）は、アメリカ合衆国生産の競走馬、種牡馬。主な勝ち鞍に1994年のアメリカクラシック二冠（プリークネスステークス、ベルモントステークス）など。

## 経歴
- 特記事項なき場合、本節の出典はEQIBASE[1]

1993年7月19日、ベルモントパーク競馬場でのメイドン競走でデビューし、7着。3戦目で初勝利を挙げると、続くアローワンス競走、ブラックタイプ競走のフォートスプリングスステークスを勝って3連勝とし、ブリーダーズカップ・ジュヴェナイルでもブロッコの3着に入った。このブリーダーズカップ・ジュヴェナイルの直前、サンタアニタ競馬場で脱走騒ぎを起こし、暴走を止めようと行く手に立ち塞がった管理するウェイン・ルーカスの息子であるジェフ・ルーカスと衝突する騒ぎがあり、ジェフ・ルーカスは命を取り留めたものの頭蓋骨骨折に加えて数週間の昏睡状態に陥り、最終的には職場へと復帰を果たしたものの後遺症が残ったまま、2016年3月に58歳で他界した。
3歳を迎え、初戦のG3競走エルカミーノレアルダービーを勝って重賞初勝利。続くG2競走サンラファエルステークスをも勝ってサンタアニタダービーでもブロッコの2着に入ったあと、三冠路線に向かう。一冠目のケンタッキーダービーはホーリーブル、ブロッコに続く3番人気見当に支持されるもゴーフォージンの6着。二冠目プリークネスステークスでは巻き返してゴーフォージンを4分の3馬身差退けて勝利し、三冠目のベルモントステークスでもゴーフォージンを2馬身突き放して二冠を達成した。その後ジムダンディステークス2着を経て出走のトラヴァーズステークスではホーリーブルから17馬身余も離された3着に終わる。秋に入ってリステッド競走のケンタッキーカップクラシックステークスを勝ったが、ジョッキークラブゴールドカップステークスでは4着、ブリーダーズカップ・クラシックは同世代のコンサーンの2着、芝のハリウッドダービーも8着に終わって、これが最後の競馬となった。
0

## 競走成績
以下の内容は、EQIBASEの情報および記載法に基づく。
| 出走日     | 競馬場             | 競走名                             | 格 | 距離   | 頭数 | 枠番 (PP) | 馬番 (Pgm) | 着順 | 騎手            | 斤量（lb./kg換算） | タイム  | 着差          | 勝ち馬/（2着）馬     |
| ---------- | ------------------ | ---------------------------------- | -- | ------ | ---- | --------- | ---------- | ---- | --------------- | ------------------ | ------- | ------------- | -------------------- |
| 1993.07.19 | ベルモントパーク   | メイドン                           |    | ダ5.5f | 8    | 8         | 8          | 7着  | J. ベイリー     | 118/53.5           |         | （15馬身1/4） | Whitney Tower        |
| 0000.08.07 | サラトガ           | メイドン                           |    | ダ5f   | 10   | 8         | 8          | 4着  | R. ミグリオーレ | 118/53.5           |         | （2馬身3/4）  | Upping the Ante      |
| 0000.08.28 | サラトガ           | メイドン                           |    | ダ6f   | 9    | 9         | 9          | 1着  | R. ミグリオーレ | 118/53.5           | 1:10.94 | 1馬身1/2      | （Magic Caver）      |
| 0000.09.19 | ベルモントパーク   | アローワンス                       |    | ダ8f   | 7    | 4         | 5          | 1着  | R. ミグリオーレ | 117/53             | 1:37.75 | クビ          | （Amathos）          |
| 0000.10.15 | キーンランド       | フォートスプリングスS              | BT | ダ7f   | 6    | 3         | 3          | 1着  | P. デイ         | 118/53.5           | 1:21.99 | クビ          | （Golden Gear）      |
| 0000.11.06 | サンタアニタ       | ブリーダーズカップ・ジュヴェナイル | G1 | ダ8.5f | 11   | 4         | 4          | 3着  | P. デイ         | 122/55.5           |         | （6馬身1/2）  | Brocco               |
| 1994.01.22 | ベイメドウズ       | エルカミーノレアルダービー         | G3 | ダ8.5f | 7    | 7         | 7          | 1着  | P. デイ         | 113/51.5           | 1:42.78 | 1馬身         | （Flying Sensation） |
| 0000.03.06 | サンタアニタ       | サンラファエルS                    | G2 | ダ8f   | 5    | 1         | 1          | 1着  | P. デイ         | 121/55             | 1:36.39 | 1馬身         | （Powis Castle）     |
| 0000.04.09 | サンタアニタ       | サンタアニタダービー               | G1 | ダ9f   | 6    | 1         | 3          | 2着  | P. デイ         | 122/55.5           |         | （3/4馬身）   | Brocco               |
| 0000.05.07 | チャーチルダウンズ | ケンタッキーダービー               | G1 | ダ10f  | 14   | 9         | 7          | 6着  | P. デイ         | 126/57             |         | （9馬身）     | Go for Gin           |
| 0000.05.21 | ピムリコ           | プリークネスS                      | G1 | ダ9.5f | 10   | 1         | 2          | 1着  | P. デイ         | 126/57             | 1:56.47 | 3/4馬身       | （Go for Gin）       |
| 0000.06.11 | ベルモントパーク   | ベルモントS                        | G1 | ダ12f  | 6    | 2         | 2          | 1着  | P. デイ         | 126/57             | 2:26.82 | 2馬身         | （Go for Gin）       |
| 0000.07.31 | サラトガ           | ジムダンディS                      | G2 | ダ9f   | 5    | 3         | 3          | 2着  | P. デイ         | 126/57             |         | （1馬身）     | Unaccounted For      |
| 0000.08.28 | サラトガ           | トラヴァーズS                      | G1 | ダ10f  | 5    | 2         | 1          | 3着  | P. デイ         | 126/57             |         | （17馬身1/4） | Holy Bull            |
| 0000.09.24 | ターフウェイパーク | ケンタッキーカップクラシックS      | L  | ダ9f   | 6    | 1         | 1          | 1着  | P. デイ         | 120/54.5           | 1:50.32 | 2馬身         | （Mighty Avanti）    |
| 0000.10.08 | ベルモントパーク   | ジョッキークラブ金杯               | G1 | ダ10f  | 8    | 6         | 6          | 4着  | P. デイ         | 121/55             |         | （3馬身1/4）  | Colonial Affair      |
| 0000.11.05 | チャーチルダウンズ | ブリーダーズカップ・クラシック     | G1 | ダ10f  | 14   | 4         | 5          | 2着  | P. デイ         | 122/55.5           |         | （クビ）      | Concern              |
| 0000.11.20 | ハリウッドパーク   | ハリウッドダービー                 | G1 | 芝9f   | 13   | 6         | 4          | 8着  | P. デイ         | 122/55.5           |         | （6馬身1/2）  | River Flyer          |

- BT：ブラックタイプ競走

## 引退後
引退後はオーバーブルックファームで種牡馬入りし、エイコーンステークス優勝馬アイランドサンド（Island Sand 2001年生・牝馬）、ハリウッドスターレットステークスなどに勝ったハビブティ（Habibti 1999年生・牝馬）、サンカルロスステークス優勝馬のスノーリッジ（Snow Ridge 1998年生・牡馬）などを出し、年ごとに産駒成績が下降する中で2000年には北アメリカでのセカンドクロップチャンピオンサイアーにもなったが、この年の秋に日本へと輸出され、日本軽種馬協会の静内種馬場に繋養された。日本では3年間で300頭近くに種付けをし、うち214頭が誕生して血統登録され、出走頭数はその中から192頭を数えた。2004年も数頭に種付けしていたが、3月6日午前、種付け中に心臓麻痺を起こして急死した。日本での産駒からは、桜花賞馬オグリローマンとの仔であるオグリホットが岩手競馬の重賞であるウイナーカップを勝っている。

### 主な産駒
- Island Sand：エイコーンステークス[12]
- Habibti：ハリウッドスターレットステークス[13]
- Snow Ridge：サンカルロスステークス[14]
- オグリホット：ウイナーカップ[11]

### 母父としての主な産駒
- ファイアーフロート（父スペシャルウィーク）：京成杯オータムハンデキャップ、建依別賞、黒潮スプリンターズカップ、トレノ賞、珊瑚冠賞

## 血統表
| タバスコキャットの血統               | タバスコキャットの血統                 | タバスコキャットの血統     | （血統表の出典）           | （血統表の出典） |
| 父系                                 | ストームバード系                       | ストームバード系           | ストームバード系           | [ § 2 ]          |
| 父 Storm Cat 1983 青鹿毛 アメリカ    | 父の父Storm Bird 1978 鹿毛 カナダ      | Northern Dancer            | Nearctic                   | Nearctic         |
| 父 Storm Cat 1983 青鹿毛 アメリカ    | 父の父Storm Bird 1978 鹿毛 カナダ      | Northern Dancer            | Natalma                    |                  |
| 父 Storm Cat 1983 青鹿毛 アメリカ    | 父の父Storm Bird 1978 鹿毛 カナダ      | South Ocean                | New Providence             | New Providence   |
| 父 Storm Cat 1983 青鹿毛 アメリカ    | 父の父Storm Bird 1978 鹿毛 カナダ      | South Ocean                | Shining Sun                |                  |
| 父 Storm Cat 1983 青鹿毛 アメリカ    | 父の母Terlingua 1976 栗毛 アメリカ     | Secretariat                | Bold Ruler                 | Bold Ruler       |
| 父 Storm Cat 1983 青鹿毛 アメリカ    | 父の母Terlingua 1976 栗毛 アメリカ     | Secretariat                | Somethingroyal             |                  |
| 父 Storm Cat 1983 青鹿毛 アメリカ    | 父の母Terlingua 1976 栗毛 アメリカ     | Crimson Saint              | Crimson Satan              | Crimson Satan    |
| 父 Storm Cat 1983 青鹿毛 アメリカ    | 父の母Terlingua 1976 栗毛 アメリカ     | Crimson Saint              | Bolero Rose                |                  |
| 母 Barbicue Sauce 1983 鹿毛 アメリカ | 母の父Sauce Boat 1975 栗毛 アメリカ    | Key to the Mint            | Graustark                  | Graustark        |
| 母 Barbicue Sauce 1983 鹿毛 アメリカ | 母の父Sauce Boat 1975 栗毛 アメリカ    | Key to the Mint            | Key Bridge                 |                  |
| 母 Barbicue Sauce 1983 鹿毛 アメリカ | 母の父Sauce Boat 1975 栗毛 アメリカ    | Missy Baba                 | My Babu                    | My Babu          |
| 母 Barbicue Sauce 1983 鹿毛 アメリカ | 母の父Sauce Boat 1975 栗毛 アメリカ    | Missy Baba                 | Uvira                      |                  |
| 母 Barbicue Sauce 1983 鹿毛 アメリカ | 母の母Lady Barbizon 1970 鹿毛 アメリカ | Barbizon                   | Polynesian                 | Polynesian       |
| 母 Barbicue Sauce 1983 鹿毛 アメリカ | 母の母Lady Barbizon 1970 鹿毛 アメリカ | Barbizon                   | Good Blood                 |                  |
| 母 Barbicue Sauce 1983 鹿毛 アメリカ | 母の母Lady Barbizon 1970 鹿毛 アメリカ | Cancelada                  | Nigromante                 | Nigromante       |
| 母 Barbicue Sauce 1983 鹿毛 アメリカ | 母の母Lady Barbizon 1970 鹿毛 アメリカ | Cancelada                  | Caninha                    |                  |
| 母系(F-No.)                          | (FN:12-d)                              | (FN:12-d)                  | (FN:12-d)                  | [ § 3 ]          |
| 5代内の近親交配                      | Princequillo 5 × 5 = 6.25%             | Princequillo 5 × 5 = 6.25% | Princequillo 5 × 5 = 6.25% | [ § 4 ]          |
| 出典                                 | 1. 2. 3. 4.                            | 1. 2. 3. 4.                | 1. 2. 3. 4.                | 1. 2. 3. 4.      |

- 伯母Lady Sauce Boatの子孫にレディアルバローザ、キャトルフィーユ、エンジェルフェイス、アルジーヌ、ドンインザムード